# Predel, Šmarje pri Jelšah
Predel este o localitate din comuna Šmarje pri Jelšah, Slovenia, cu o populație de 87 de locuitori.